# Механізм Хіггса

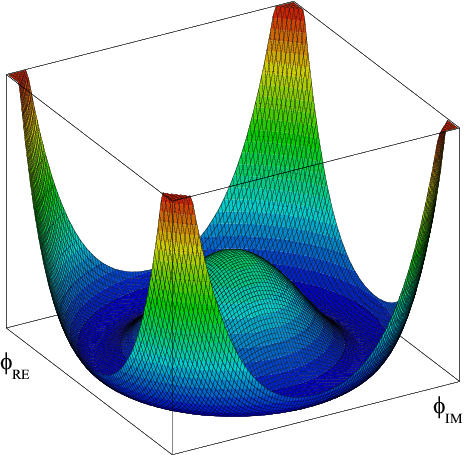
Залежність потенціалу поля Хіггса від дійсної та уявної частини амплітуди поля. Центральний горбик відповідає симетричному стану, але цей стан нестійкий, і система скочується в «долину», що оточує горбик, порушуючи симетрію

Механі́зм Хі́ггса — теоретична побудова, що пояснює спонтанне порушення симетрії в квантовій теорії поля. В його основі взаємодія частинок зі спеціальним полем Хіггса, внаслідок якої безмасові частинки набувають масу. Завдяки полю Хіггса симетричний стан Всесвіту втрачає стійкість, і Всесвіт переходить у несиметричний стан. 
Механізм Хіггса використовується, зокрема, в теорії електрослабкої взаємодії.
Про експериментальне відкриття кванта поля Хіггса (бозона Хіггса) було оголошено під час відкритого семінару в ЦЕРН, проведеного 4 липня 2012 року. Експерименти свідчать про існування нової частинки з масою 125,3 ± 0,6 ГеВ, яка за певними своїми характеристиками нагадує бозон Хіггса. Однак необхідні додаткові експерименти, щоб підтвердити, що відкрита частинка поводиться повністю як передбачуваний бозон зі Стандартної моделі.

## Історія
Механізм має ім'я Пітера Хіггса, хоча його запропонували в 1964 році незалежно три групи теоретиків: Роберт Браут та Франсуа Англер, Пітер Хіггс, а також Джеральд Ґуральник, Карл Гейґен та Том Кіббл. У 2010 році всі шестеро науковців були нагороджені премією Сакураї.

## Подальші дослідження
Впродовж 2015-2018 років на ВАК було зібрано досить велику кількість експериментальних даних, що дозволили виміряти з великою точністю параметри частинки масою близько 125 ГеВ, що має властивості відповідні до передбачених властивостей бозону Хіггса і впевнено поставити її у відповідність до теоретично передбаченого бозона Хіггса. В Європейському центрі ядерних досліджень (CERN) сподіваються на значно більший обсяг даних при дослідженні надзвичайно рідкісного процесу народження двох (або більшої кількості) бозонів Хіггса в одному зіткненні пучків.
У травні 2023 року на фізичній конференції LHC у місті Белграді були оприлюднені результати, які підвищили статистичну точність швидкості знаменитого «віддавання маси» при розпаді частинки Хіггса на фотон і Z-бозон зі слабкою ядерною силою короткого радіусу дії. Подібний розпад є подією приблизно одна із тисячі, або, як вже зазначається в підручниках, складає приблизно 0,15 відсотка від всіх розпадів Хіггса.